# Subida à Glória
La Subida à Glória est une course cycliste contre-la-montre portugaise disputée sur le funiculaire de Glória, à Lisbonne. Elle est organisée par la Fédération portugaise de cyclisme et l'Association de cyclisme de Lisbonne, en partenariat avec le Conseil municipal de Lisbonne et en avec le consentement de la Compagnie des chemins de fer de Lisbonne.

## Profil
Cette épreuve chronométrée se déroule sur une courte distance d'environ 265 mètres pour une pente moyenne de 17%, sur le funiculaire de Glória en pavés.

## Histoire
Organisée dès 1890, les premières traces de l'histoire de l'épreuve proviennet de l'année 1910, au cours de laquelle le coureur José Moura établit la meilleure performance, avec un temps de 1 minute et 23 secondes. Toujours durant cette décennie, le très jeune portugais Alfredo Piedade réussit à réaliser un temps de montée en 1 minute et 10 secondes. En 1926, la course est rapportée par plusieurs journaux locaux, illustrée par des photographies montrant la foule qui assiste au spectacle de la montée. Tous les journaux de l'époque rapportent qu'Alfredo Piedade parvient à réaliser un chrono de 55 secondes. Elle est par la suite disputée par intermittence jusqu'en 1988.
Après plus de cent ans après la première édition, la compétition est relancée en 2013.

### Édition 2013

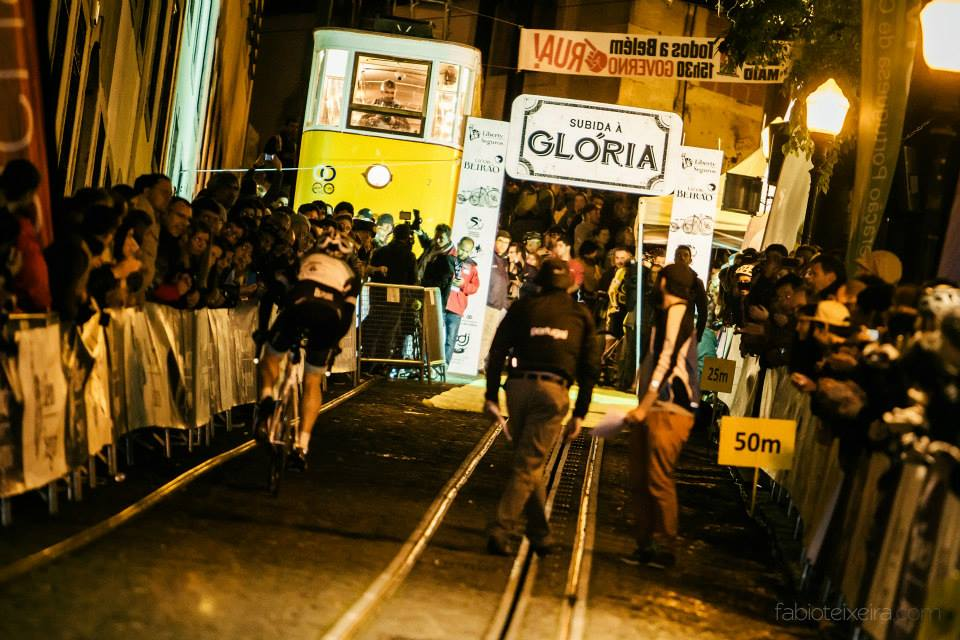
Subida à Glória 2013

Pour son retour, l'épreuve refait son apparition sur une pente plutôt glissante, en conséquence notamment de la pluie. Plus de 150 cyclistes amateurs ou professionnels prennent part à la course, dont notamment le président de la Fédération portugaise de cyclisme et ancien professionnel Delmino Pereira, ainsi que le quadruple vainqueur du Tour du Portugal Marco Chagas. Elle est remportée par le jeune Ricardo Marinheiro, avec un nouveau record pour la montée en 36 secondes et 77 centièmes.

## Palmarès

### Hommes
| Année | Vainqueur          | Deuxième           | Troisième          |
| ----- | ------------------ | ------------------ | ------------------ |
| 1910  | José Moura         |                    |                    |
| 1913  | Alfredo Piedade    |                    |                    |
| 1924  | Alfredo Piedade    |                    |                    |
| 1925  | João Borges        |                    |                    |
| 1926  | Alfredo Piedade    |                    |                    |
| 2013  | Ricardo Marinheiro | Gonçalo Amado      | Luís Fernandes     |
| 2014  | Ricardo Marinheiro | Pedro Preto        | Ivo Oliveira       |
| 2015  | Ricardo Marinheiro | Iúri Leitão        | Rafael Godinho     |
| 2016  | Pedro Garcia       | Ricardo Marinheiro |                    |
| 2017  | Tiago Simões       | Pedro Garcia       | Ricardo Marinheiro |

### Femmes
| Année | Vainqueur          | Deuxième           | Troisième          |
| ----- | ------------------ | ------------------ | ------------------ |
| 2013  | Ana Azenha         | Isabel Caetano     | Filipa Fernandes   |
| 2014  | Vanessa Fernandes  | lda Pereira        | Daniela Reis       |
| 2015  | Vanessa Fernandes  | Maria Martins      | Maria Jesús Barros |
| 2016  | Maria Jesús Barros | Jéssica Costa      |                    |
| 2017  | Marta Branco       | Maria Jesús Barros | Daniela Campos     |